# Sabicea seua
Sabicea seua är en måreväxtart som beskrevs av Herbert Fuller Wernham. Sabicea seua ingår i släktet Sabicea och familjen måreväxter.
Artens utbredningsområde är Madagaskar. Inga underarter finns listade i Catalogue of Life.